# Nadine Brun-Cosme
Nadine Brun-Cosme est une écrivaine de littérature jeunesse et auteure d'essais française.

## Biographie
Nadine Brun-Cosme est un auteur de littérature.  
Son premier texte, Marie de la Mer, est publié  en 1988. Il est mis en images par Yan Nascimbene, qui réalise son premier travail d’album. Il sera suivi de deux autres albums aux éditions Milan, Les Pigeons et Alex et le silence. 
Parallèlement paraissent ses premiers romans : Lisa l’intruse, en 1988, et 15e étage, porte droite, Léo.
Suivent J’ai vu mon père à la télé, aux éditions du Chardon Bleu, et trois autres romans aux éditions Milan : La petite buissonnière, Celle qui murmure et Le jardin-colère. Les éditions Nathan publient ses romans suivants : Le sourire d’Anaïs, Un chat dans mon assiette, La fenêtre de neige, mis en images par Nathalie Novi.
Parallèlement, ses textes d’albums sont publiés par les éditions Milan, Les fleurs blanches puis à l’École des Loisirs, C’est mon papa, Cache-cache, Loup es-tu là, les éditions Pastel pour Le roi lapin et les éditions Flammarion. 
En 2008 paraît Grand Loup et Petit Loup mis en images par Olivier Tallec aux éditions Flammarion. Il est suivi de La petite feuille qui ne tombait pas et Une si belle orange.
En 2015, elle s'associe avec l'illustratrice Aurélie Guillerey pour Papa à grand pas.
Un nouvel album mis en images par Olivier Tallec, Moi devant, reçoit le Prix jeunesse des libraires du Québec (Canada) 2016.
Parmi ses derniers titres parus en 2020 figurent Tous au carnaval (même le loup), et pour les tout-petits Petit fier ou Comptines et routines : des comptines à mimer pour tous les moments de la journée.

## Regard sur l'œuvre
Les thèmes de l’absence et de la séparation sont très souvent interrogés dans les thématiques littéraires de Nadine Brun-Cosme.

## Ouvrages

### Théâtre
- Et moi et moi, L’École des Loisirs, collection Théâtrale, 2002
- Un poisson dans mon arbre, L’École des Loisirs, collection Théâtrale, 2004
- L’Anniversée, L’École des Loisirs, collection Théâtrale, 2007
- Une si petite valise, L’École des Loisirs, collection Théâtrale, 2009
- Entre les deux mon cœur, L'École des Loisirs, collection Théâtrale, 2011
- I am afraid, L'École des loisirs, collection Théâtrale, 2013

### Essais
- Dire, lire, écrire, avec Gérard Moncomble et Christian Poslaniec, Milan, 1993
- Écritures en résidence, L'Harmattan, 1997

### Albums
- Lisa l'intruse, Milan, 1987, 158p.  (ISBN 9782867261718)
- Marie de la mer, illustrations de Yan Nascimbene, L’École des Loisirs, Ed. Milan 1988. Prix de littérature jeunesse de Padoue.
- Les Pigeons, illustrations de Yan Nascimbene, Milan. 1989. Prix du salon du livre de Brignais, prix du livre jeunesse de Concarneau.
- Alex et le silence, illustrations de Yan Nascimbene, Milan. 1990
- 15e étage porte droite: Léo, Milan, 1991,  (ISBN 9782867263446)
- J'ai vu mon père à la télé, Chardon Bleu, Illustrations de Dirat, 1992.
- La petite buissonnière, Milan, 1994  (ISBN 9782867269691)
- La Maison des trains, illustrations de Michel Boucher, Ipomée-Albin Michel, 1995
- Celle qui murmure, Milan, 1995, 88p.  (ISBN 9782841131723)
- Des pas dans mon ciel bleu, Illustrations de Pef, Casterman, 1995,49p.  (ISBN 9782203117402)
- Le jardin-colère, Milan, 1997, 89p.  (ISBN 9782841135363)
- L'indien d'à côté, Nathan, 2000, 34p.  (ISBN 9782092750599)
- Entre fleuve et canal, illustrations de Anne Brouillard, Points de suspension, 2002.
- Un chat dans mon assiette, Nathan, 2002,112p.  (ISBN 9782092823675)
- Lia, illustrations de Anne Brouillard, Points de suspension, 2006
- C’est mon papa, illustrations de Michel Backès, L'École des loisirs, 2002.
- Comment j'ai sauvé mon frère de mes copines, Lito, 2003, 45p.  (ISBN 9782244422275)
- Loup, es-tu là ?, illustrations de Michel Backès, L’École des Loisirs, 2004.
- Content, pas content !, Nathan, avec Clémentine Collinet, 2005, 24p.  (ISBN 9782092504871)
- Cache-cache, illustrations de Michel Backès, L’École des Loisirs. 2006.
- Série Grand Loup et Petit Loup, illustrations de Olivier Tallec, Père Castor-Flammarion.
  - Grand Loup et petit Loup, 2005.
  - Grand Loup et petit Loup. La petite feuille qui ne tombait pas, 2007
  - Grand Loup et Petit Loup. Une si Belle Orange[5], 2010
- Les Fleurs blanches, travail d’images de Nataël Vogel, Milan. 1995,
- Atchoum, images de Vincent Bourgeau, Nathan. Coll. Étoile Filante. 2002.
- Loup ne sait pas compter, illustrations de Nathalie Choux, Père Castor-Flammarion, Flammarion, 2006, réédité en 2010
- Loup a mal aux pieds, Flammarion, 2007
- Petit kang, illustrations de Géraldine Cosneau, Bayard, 2006
- Le Nez sale du petit bonhomme sage, Bayard 2007
- Les poux, c'est rien du tout ! , Lito,avec Mado Seiffert, 2008, 24p.  (ISBN 9782244419527)
- 1, 2, 3 en haut en bas[6], illustré par Maud Legrand, Père Castor-Flammarion, 2008  (ISBN 978-2-08-120586-4)
- Coucou, c'est moi, illustré par Maud Legrand, Père Castor-Flammarion, 2009  (ISBN 978-2-08-122249-6)
- Le Petit cri pointu des longs ciseaux d'acier, illustrations de Marie-France Bonmariage, Éditions Esperluette  2009
- Tous sauf un, Points de suspension, avec Anne-Isabelle Le Touzé, 2009, 30p.  (ISBN 9782912138750)
- Un secret tout rond, Points de suspension, avec Véronique Vernette, 2009, 24p.  (ISBN 9782912138729)
- La minute du papillon : Je vais te manger, je vais te croquer, je vais t'avaler, Lito, 2010, 24p.  (ISBN 9782244405476)
- C'est samedi, Escabelle, 2011,  (ISBN 9782361900212)
- Ma rentrée chez Rose, Flammarion , illustration Annette Marnat, 2011, 26p.  (ISBN 9782081241299)
- Le prince amoureux, éditions Lito, 2011, 24p.  (ISBN 9782244407234)
- Le petit roi bien comme il faut et son petit bonobo, illustrations de Laurent Richard, Flammarion, 2012, 30p.  (ISBN 9782081267039)
- Avec moi c'est comme ça, Flammarion, 2012, 18p.  (ISBN 9782081263741)
- Grand comment, Benjamins média, 2012, 48p.  (ISBN 9782912754592)
- Un petit roi à la grande école, collection mes premiers j'aime lire, illustrations de Claire Wortemann, Bayard jeunesse, 2012, 24p.  (ISBN 9782747044370)
- Loup ne sait pas quel jour on est[7], illustrations de Nathalie Choux, Flammarion jeunesse, 2013
- D'une île à l'autre, Illustrations Sylvie Serprix, Talents Hauts Éditions , 2013, 25p.  (ISBN 9782362660917)
- La petite taupe qui n'osait pas sortir, Nathan, avec Fabrice Turrier, 2013, 32p.  (ISBN 9782092544297)
- Moi devant, Flammarion, avec Olivier Tallec, 2015, 26p.  (ISBN 9782081330634)
- Pour toi , pour moi, Père castor, 2015, 20p.  (ISBN 9782081330658)
- Le champ de pierres, Points de suspension, avec Sandra Poirot Chérif, 2015,  (ISBN 9781091338272)
- Les lunettes de Camille, Bayard jeunesse, 2015, 32p.  (ISBN 9782747057691)
- J'attends Noël..., Nathan, 2015, 12p.  (ISBN 9782092558034)
- Papa à grand pas, dessin d'Aurélie Guillerey, Nathan, 2015
traduit en anglais : Daddy Long Legs[8],[9], éd. Two Hoots, 2017
- Non, c'est moi toute seule!, Éditions Fleurus, 2016, 32p.  (ISBN 9782215130949)
- L'école, moi,j'irai pas !, Éditions Fleurus, 2016, 32p.  (ISBN 9782215130963)
- Petit gorille, Points de suspension, 2016, 50p.  (ISBN 9791091338394)
- Prends ma main  maman, Éditions Sarbacane,avec Christine Davenier, 2017, 32p.  (ISBN 9782377310074)
- Le sac de piscine, Larousse, avec Patrick Chenot, 2017, 32p.  (ISBN 9782035942944)
- Petit amour, Éditions Fleurus, 2018, 12p.  (ISBN 9782215135968)
- Petite peur, Édition Fleurus, 2018, 12p.  (ISBN 9782215135951)
- Petite colère, Édition Fleurus, 2018, 12p.  (ISBN 9782215135944)
- Au petit coin du bois: Hector et le marchand d'oreilles, 2018, 24p.  (ISBN 9782215136224)
- Mes petites histoires qui font du bien, Éditions Fleurus, 2018, 48p.  (ISBN 9782215136514)
- Jonas et la maladie de je-ne-sais-quoi, Éditions Fleurus, avec Thierry Manes, 2018, 24p.  (ISBN 9782215136231)
- Je veux des amis, Bayard jeunesse, avec Thierry Manes, 2018, 32p.  (ISBN 9782747094924)
- Arthur et les gens très pressés, Nathan, 2018, 32p.  (ISBN 9782092580493)
- Pareil, Sarbacane, 2019, 20p.  (ISBN 9782377311910)
- Nico et Ouistiti explorent les fonds marins, ABC Melody, 2019, 40p.  (ISBN 9782368361979)
- À qui la faute, Bayard jeunesse, 2019, 32p.  (ISBN 9782747098540)
- Comptines et routines, Nathan, 2020, 32p.  (ISBN 9782092590720)
- Tous au carnaval (même le loup), Glénat jeunesse, 2020, 40p.  (ISBN 9782344040942).
- 'Nico et Ouistiti explorent la forêt, ABC Melody, 2020,  (ISBN 9782368361917)
- Mon vieux toutou, ABC Melody, 2020, 40p.  (ISBN 9782368361993)
- Le Voyage de Grand Ours, illustré par Sébastien Pelon, ABC Melody, 2020
- Nico er Ouistiti explorent le Pôle Nord, ABC Melody, 2021, 48p.  (ISBN 9782368362440)
- Le chant des grands bateaux, Courtes Longues, 2022, 48p.
- La Cape magique,  Kaléidoscope (Éditions) , avec Sibylle Delacroix, 2022, 36p.  (ISBN 9782378881061)
- César et ses drôles  de voisins, illustration de Thierry Manes , Auzou éditions , 2022 , 32p.  (ISBN 9782733899366)
- Le voleur d'oreilles , Glénat jeunesse , illustration Christine Davenier , 2023 , 32p.  (ISBN 9782344054925)
- César, comme sur des roulettes ,Auzou éditions , illustration de Thierry Manès , 2023 , 32 p.  (ISBN 9791039522274)
- Le grand bruit de la pluie , illustration Sandro Jiro , Minedition , 2023 , 20p.  (ISBN 9782354136192)
- Le nez du bonhomme de neige , Minedition , 2023  (ISBN 9782354136543)

### Adolescence
- Le sourire d'Anaīs, Nathan, 1998, 176p.  (ISBN 9782092822548)
- Le gardien du château , Flammarion, avec Michel Boucher, 1998, 80p.  (ISBN 9782081642973)
- L'ombre bleue dans la classe, Nathan, 2001, 102p.  (ISBN 9782092102954)
- La courbe de tes yeux , Courtes Longues, 2021, 128p.  (ISBN 9782352902850)
- Un loup à ma porte , L' école des loisirs  , 2023 , 176p.  (ISBN 9782211318068)

### Bande dessinée
- Le Chemin aux oiseaux, avec Edmond Baudoin, Le Seuil, 1999[10].

## Prix et distinctions
- Prix jeunesse des libraires du Québec (Canada) 2016[2] pour Moi devant, illustré par Olivier Tallec.
- Premio nazionale Nati per Leggere (Italie) 2014[11] du Salon international du livre (Turin) pour Grand loup et Petit loup, illustré par Olivier Tallec.
- Finaliste Prix Landerneau 2021[12], Catégorie Album Jeunesse, pour Le Voyage de Grand Ours, illustré par Sébastien Pelon